# Kinga Gál
Kinga Gál (n. 6 septembrie 1970, Cluj, România) este un om politic maghiar, membru al Parlamentului European în perioada 2004-2009 din partea Ungariei.
1. ↑  PIM authority[*] Verificați valoarea |titlelink= (ajutor);
2. 1 2  Deputații în Parlamentul European
3. 1 2  Czech National Authority Database, accesat în 1 martie 2022